# Michelle Branch
Michelle Branch (n. 2 iulie 1983, Phoenix, SUA) este o cântăreață americană de muzică pop-rock.
A lansat două albume solo, The Spirit Room (2001) și Hotel Paper (2003). A colaborat cu Carlos Santana la The Game of Love, pentru care a câștigat un premiu Grammy.